# Krystian Bala
Krystian Bala (* 1974) je polský spisovatel a fotograf. V roce 2007 byl odsouzen za vraždu podnikatele, kterého podezříval z toho, že je milencem jeho bývalé ženy. Na stopu policii přivedla jeho kniha Amok, ve které Bala vraždu detailně popsal.
Krystian Bala byl v roce 2007 odsouzen k trestu 25 let odnětí svobody za plánování a vraždu podnikatele Dariusze Janiszewského ve Vratislavi v roce 2000. Tělo Janiszewského bylo nalezeno na hladině jezera. Po nařízení obnoveného řízení proběhl v prosinci 2008 nový soudní proces, který Krystiana Balu uznal vinným a vynesl stejný trest. Krystian Bala ve vězení pracuje na druhém románu s názvem De Liryk.